# Steve Wynn (Unternehmer)

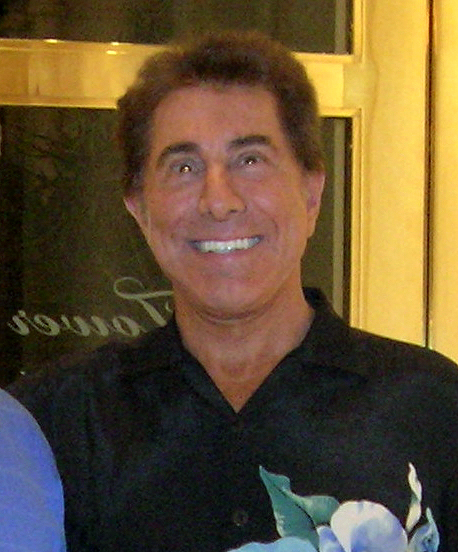
Steve Wynn (2008)

Stephen Alan Wynn, geboren Weinberg (* 27. Januar 1942 in New Haven, Connecticut, USA), ist ein Milliardär und Kasinobetreiber in Las Vegas.
Auf der Forbes-Liste der reichsten Menschen der Welt belegte er 2013 den 503. Platz mit einem geschätzten Vermögen von 2,8 Milliarden US-Dollar. Laut Forbes hat Wynn ein Gesamtvermögen von 3,2 Milliarden US-Dollar (Stand: Oktober 2022).

## Leben
Steve Wynn wurde am 27. Januar 1942 als Kind jüdischer Eltern mit dem Namen Stephen Alan Weinberg in New Haven, Connecticut, geboren. Um antijüdische Diskriminierung zu vermeiden, änderte sein Vater 1946 den Familiennamen von Weinberg zu Wynn.
Steve Wynn begann seine Karriere in der Kasinobranche im Jahr 1967 als Teilbesitzer und Kasinoangestellter im Frontier Hotel. Mit 31 Jahren begann er mit dem Aufbau des Golden Nugget Casinos. Später eröffnete er das Treasure Island, im Jahr 1989 das Mirage sowie 1998 das Bellagio. Er kaufte im Jahr 1999 das Mirage Resorts und verkaufte es ein Jahr später für 6,6 Milliarden Dollar an die MGM Hotelkette. Danach kaufte er das alte Desert Inn Hotel und ließ es abreißen. Im April 2005 eröffnete er auf diesem Gelände das Wynn Las Vegas, sein bekanntestes Projekt, das mit 2,7 Milliarden US-Dollar Baukosten das teuerste Hotelgebäude der Welt und das höchste Kasino-Hotel in Las Vegas war. Unter dem Namen Encore eröffnete Wynn im November 2008 ein zweites Hotel als Erweiterung zum Wynn. Steve Wynn gründete im April 2005 die Firma Wynn Resorts bzw. Wynn Holdings LLC. Diese Firma hält alle Aktienanteile der Wynn-Hotels. Neben Steve Wynn und weiteren Personen sitzt seine Frau Elaine Wynn im Verwaltungsrat des Konzerns. Im Oktober 2006 hat Wynn das Wynn Macau in Macau eröffnet.
Im Januar 2018 erhoben mehrere Frauen schwere Vorwürfe wegen sexueller Vergehen gegen Wynn. Wynn trat von seinem Amt als Finanzchef des republikanischen Parteivorstands zurück, das er seit Beginn der ersten Präsidentschaft Donald Trumps im Januar 2017 ausübte. 
Im Februar 2018 trat er auch als CEO seines Unternehmens Wynn Resorts zurück.
Im Mai 2021 wies das US-Justizministerium Wynn an, sich als Lobbyist für die VR China registrieren zu lassen.

## Karriere

### 1967–1989
Wynn und seine junge Familie zogen 1967 nach Las Vegas, wo es ihm sein erfolgreiches Familienunternehmen erlaubte, eine kleine Beteiligung am Frontier Hotel und Casino zu erwerben. Im gleichen Jahr traf er E. Parry Thomas, den Vanity Fair als „einflussreichsten Bankier in Las Vegas“ bezeichnet hatte. Thomas war Präsident der Bank of Las Vegas, die damals als einzige Bank bereit war, Kredite an Casinos in Las Vegas zu vergeben. Thomas half bei der Finanzierung mehrerer von Wynns frühen Grundstücksgeschäften.
Ab 1968 betrieb Wynn für vier Jahre eine Wein- und Spirituosenimportfirma. 1971 kaufte Wynn mit Gewinnen aus einem Grundstücksgeschäft eine Beteiligung am Golden Nugget Las Vegas. Wynn renovierte und erweiterte das Golden Nugget zu einem Resort-Hotel mit Casino. 1977 eröffnete er den ersten Hotelturm des Golden Nugget, dem mehrere folgten. Frank Sinatra war ein regelmäßiger Gast im Golden Nugget.
1980 begann Wynn mit dem Bau des Golden Nugget Atlantic City in Atlantic City, New Jersey. Es war das erste Casino von Atlantic City, das „von Grund auf neu gebaut“ wurde, das erste und einzige „lokale Casino“ und das sechste Casino der Stadt, nachdem die Stadt 1976 das Glücksspiel legalisiert hatte. Obwohl es bei seiner Eröffnung das zweitkleinste Casino der Stadt war, wurde es 1983 das bestverdienende Casino der Stadt. Das Atlantic City Golden Nugget verkaufte Wynn 1987 für 440 Millionen Dollar.
1989 erwarb er das Nevada Club Casino in Laughlin, Nevada, und benannte es in Golden Nugget Laughlin um.

### 1989–1997

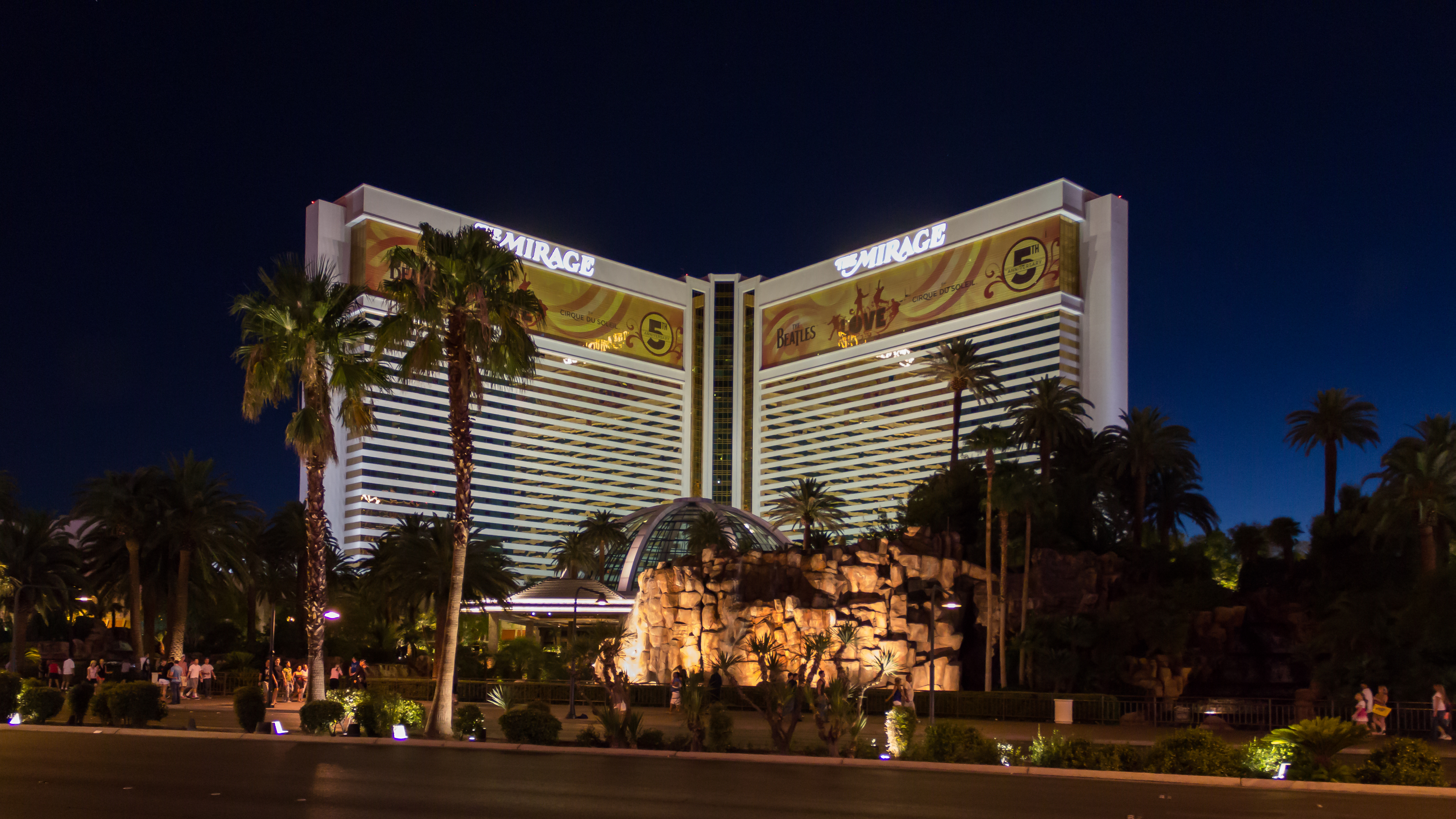
The Mirage

Wynns erstes großes Casino am Las Vegas Strip war The Mirage, das am 22. November 1989 eröffnet wurde Es war das erste Mal, dass Wynn an der Planung und dem Bau eines Casinos beteiligt war, und er finanzierte das 630 Millionen USD teure Projekt größtenteils mit Hochzinsanleihen. Die hohen Kosten und der Schwerpunkt auf Luxus führten dazu, dass das Resort als hohes Risiko galt, obwohl das Projekt am Ende lukrativ war. Das Hotel mit seinem ausbrechenden Vulkan- und Südseethema löste einen 12 Milliarden US-Dollar teuren Bauboom am Strip aus. Der Bau gilt auch insofern als bemerkenswert, als Wynn damit einen neuen Standard für Vegas Resorts setzte. Nach seiner Eröffnung war The Mirage das erste Casino, das an allen Spieltischen ständig Überwachungskameras einsetzte. Bekannt für seine Unterhaltung, wurde das Hotel 1990 zum Hauptveranstaltungsort der Siegfried und Roy Show, und 1993 veranstaltete das Hotel die Cirque du Soleil Show Nouvelle Expérience. Danach lud Wynn Cirque ein, Mystère für das bald zu bauende Treasure Island Resort nebenan zu gründen. Nach The Mirage eröffnete Wynns nächstes Projekt Treasure Island Hotel and Casino am 27. Oktober 1993 für insgesamt 450 Millionen USD. Das Casino sollte familienfreundlich sein und so stellten die Pools vor dem Casino die Schlacht von Buccaneer Bay mit zwei vollwertigen Segelschiffen dar, während im Inneren romantische Themen der tropischen Insel auftauchten. Die Einrichtung war Spielort der ersten permanenten Cirque du Soleil-Show in Las Vegas.
1995 schlug das Unternehmen vor, im Yachthafen von Atlantic City das Le Jardin Hotel-Casino zu bauen, wenn der Staat New Jersey eine Verbindungsstraße zum Hotel-Casino bauen würde. Das Unternehmen hatte auch zugestimmt, dass Circus Circus Enterprises und Boyd Gaming auf dem Gelände Casinos errichten dürfe, aber später die Vereinbarung nicht mehr eingehalten. Trotz des Baus der Verbindungsstraße, dem so genannten Atlantic City-Brigantine Connector, wurde das Le Jardin nicht errichtet, nachdem das Unternehmen im Jahr 2000 von MGM Grand Inc. übernommen worden war, die auf dem Gelände später in einem Joint Venture mit Boyd Gaming das Borgata baute.

### 1998–1999

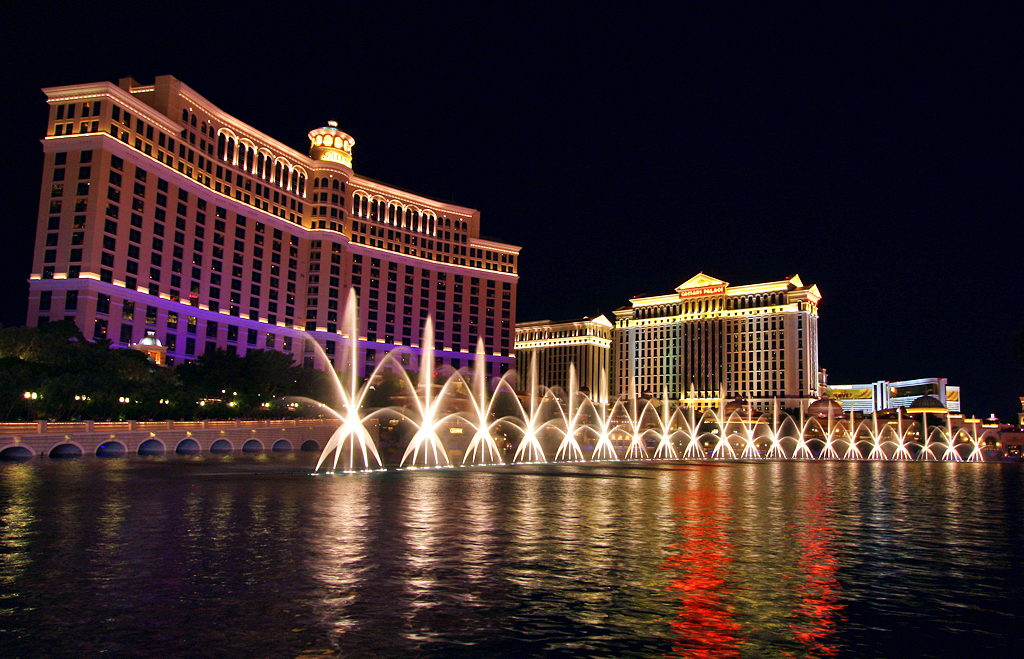
Bellagio

Am 15. Oktober 1998 eröffnete Wynn das Bellagio. Der Architekt war Jon Jerde, der Bau wurde von Wynns Firma Mirage Resorts, Inc. durchgeführt. Das Bellagio war nach seinem Bau das teuerste Hotel der Welt. Der Architekt des Hotels war Jon Jerde von The Jerde Partnerships. Vor dem Hotel befinden sich die Fountains of Bellagio - schießende, zu Musik choreografierte Fontänen, die auf dem 8,5 Hektar großen, künstlich angelegten See des Hotels „tanzen“ -, die heute als Wahrzeichen von Las Vegas gelten. Dem Bellagio wird zugeschrieben, dass es eine Reihe neuer Luxusprojekte in Las Vegas angestoßen hat. Zu diesen Entwicklungen gehören das Venetian Resort Hotel, das Mandalay Bay Resort and Casino und das Paris Las Vegas.
Wynn brachte 1999 den Stil der Mirage Resorts nach Biloxi, Mississippi, wo er die Entwicklung des 1.835 Zimmer großen Beau-Rivage verantwortete. Unter dem Motto, mediterrane Schönheit mit südlicher Gastfreundschaft zu verbinden, war das Resort Teil eines Baubooms, der Biloxi als regionales Tourismuszentrum entlang der Golfküste von Mississippi etablierte. Beau Rivage war der Name, den Wynn dem Bellagio ursprünglich geben wollte, entschied sich aber nach einem Urlaub in der gleichnamigen italienischen Region für Bellagio. Das Beau Rivage eröffnete als das größte Hotelkasino außerhalb von Nevada. Das Casino befand sich zunächst auf einer Reihe von schwimmenden Lastkähnen, da das örtliche Recht zu dieser Zeit alle Casinos auf mobile Schiffe beschränkte. Das Hotel, Restaurants und die dazugehörigen Einrichtungen wurden an Land gebaut.

### 2000–2007

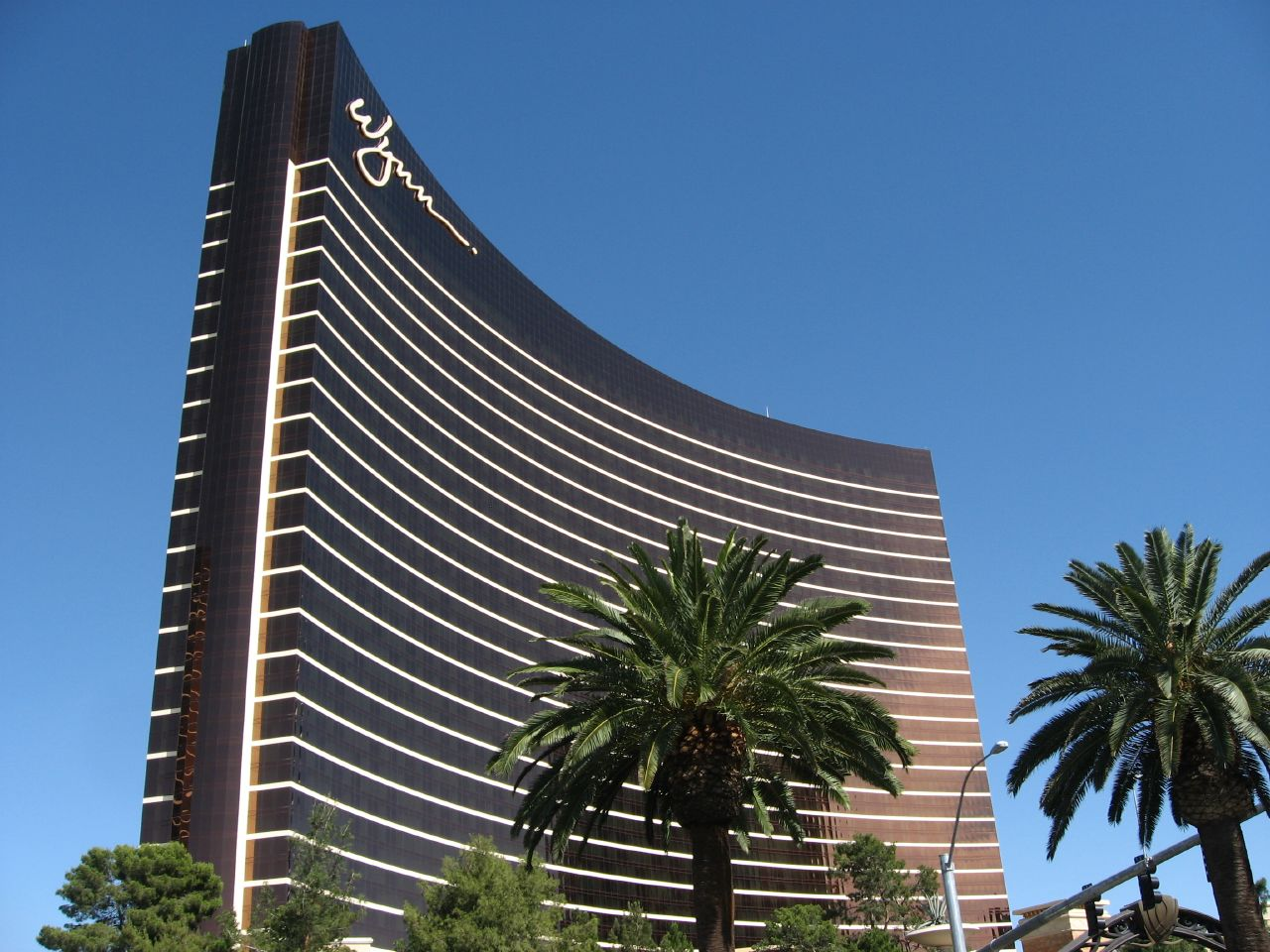
Wynn Las Vegas

Die Mirage Resorts Inc. wurde im Juni 2000 für 6,6 Milliarden USD (21 USD pro Aktie) an MGM Grand Inc. verkauft, um MGM Mirage zu gründen. Fünf Wochen vor Abschluss der Transaktion am 27. April 2000 kaufte Wynn das Desert Inn für 270 Millionen USD. Er schloss das Hotel nach nur 18 Wochen, und mit dem Verkaufserlös und den Möglichkeiten zu immer größeren Finanzierungen brachte Wynn 2002 die Wynn Resorts Limited an die Börse. Wynn wurde 2004 zum Milliardär, als sich sein Nettovermögen auf 1,3 Milliarden USD verdoppelte. Nach mehrjähriger Bauzeit eröffnete er am 28. April 2005 sein damals teuerstes Resort, das Wynn Las Vegas, auf dem Gelände des ehemaligen Desert Inn. Es war mit einem Investitionsvolumen von 2,7 Milliarden USD das größte privat finanzierte Bauprojekt des Landes. Neben Clubs, Restaurants und Theaterplätzen war das Casino mit dem Wynn Golf Course verbunden, der zum Zeitpunkt seiner Schließung am 17. Dezember 2017 der einzige Golfplatz am Las Vegas Strip war. Es wurde von Wynn und Tom Fazio entworfen. Eine weitere Besonderheit sind die Tower Suites unter den 296 Suiten des Wynn Las Vegas, jede mit einer privaten Zufahrt, hauseigenem Rolls-Royce und Chauffeur sowie privaten Zugängen mit Koi-Teichen.
Wynn bewarb sich erfolgreich um eine von drei ausgeschriebenen Konzessionen in Macau, das auf eine lange Glückspieltradition zurückblickt und 2006 Las Vegas als größten Glücksspielmarkt der Welt überholte. Das Wynn Macau wurde am 5. September 2006 eröffnet. Im selben Jahr wurde Wynn in die American Gaming Association Hall of Fame aufgenommen.  Ein Jahr später erlebte das Wynn Macau eine deutliche Expansion durch Erweiterung der Einzelhandelsflächen, der Gastronomie und der Spielflächen. 2008 war Wynn Macau das fünfte asiatische Hotel, das den Mobil Five-Star Award erhielt, wobei Wynn den Award im Namen des Wynn Macau entgegennahm. 
Wynn kaufte 2011 bei einer Auktion in London Vasen und Wandteppiche für 13 Millionen US-Dollar für sein Hotel Wynn Macau.

### 2008–2018

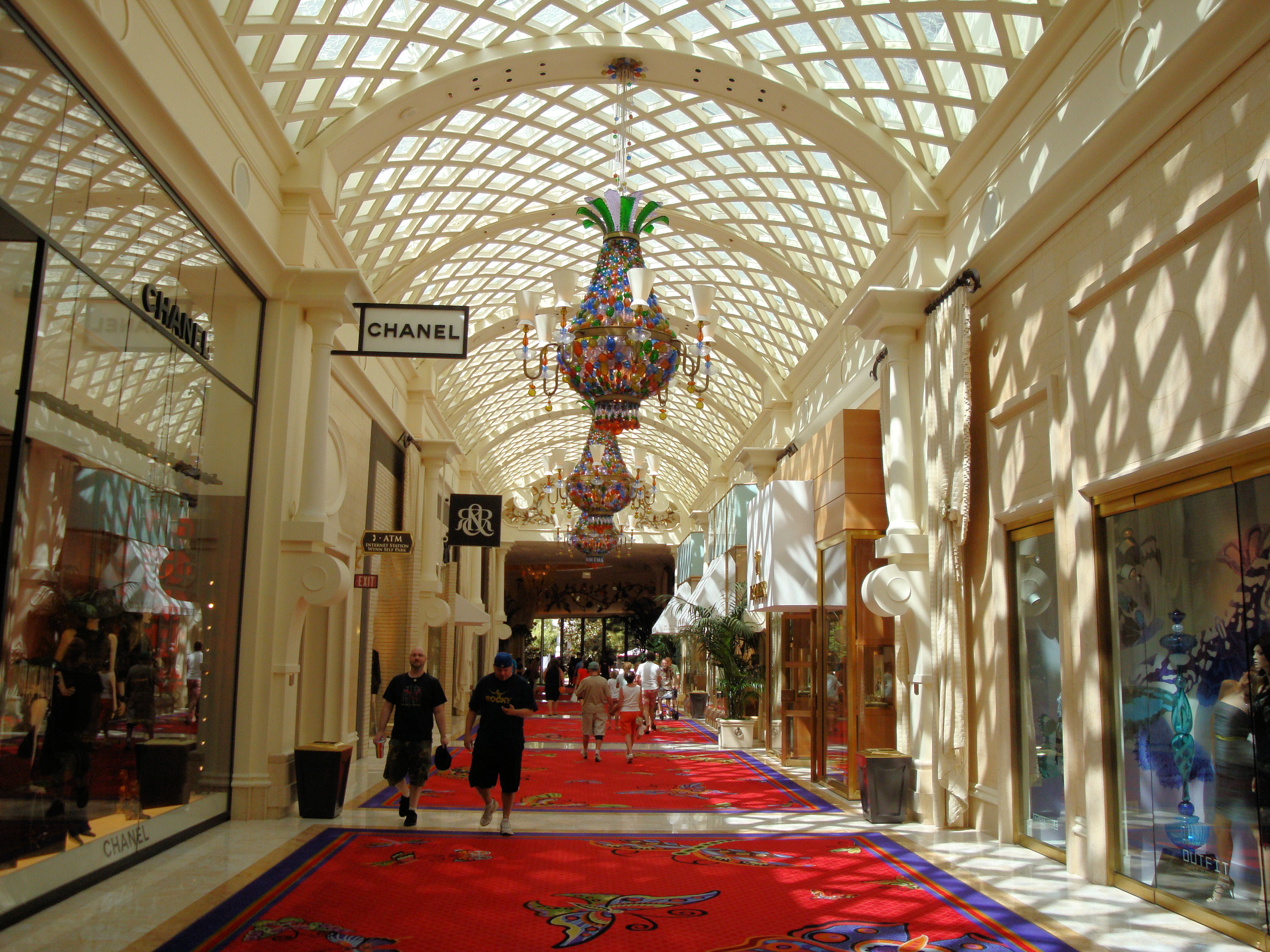
Das Encore Hotel in Las Vegas mit Geschäften im Inneren der Gebäude.

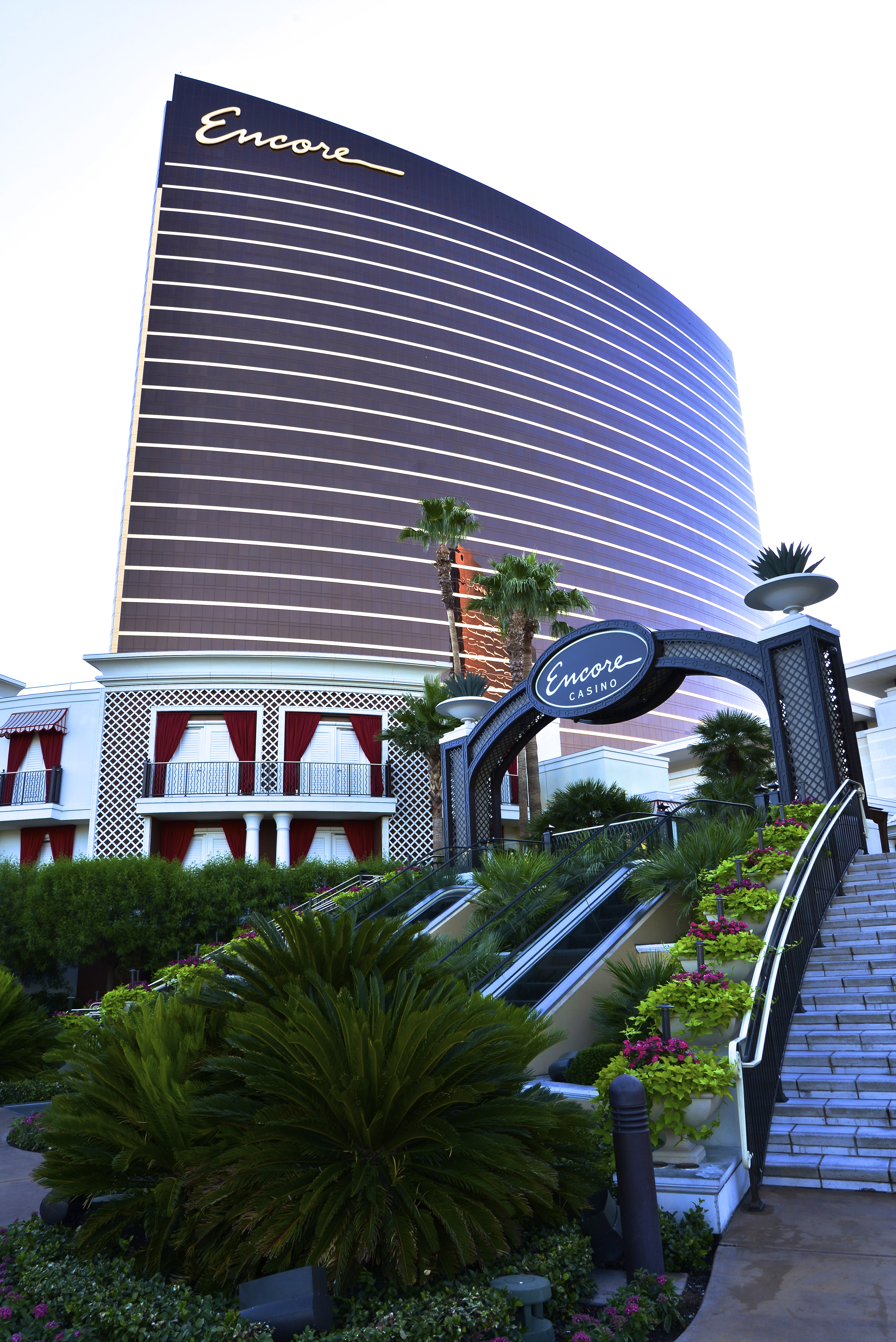
Encore Las Vegas

Im Sommer 2008 wurde der Bau des Encore Las Vegas fertiggestellt. Nach dem Baubeginn im Jahr 2006 beliefen sich die Gesamtkosten des Projekts auf 2,3 Milliarden USD. Das Encore wurde am 22. Dezember 2008 eröffnet. Zum 31. Dezember 2012 beschäftigten Wynn und Encore Las Vegas rund 9.000 Vollzeitmitarbeiter.
Zusammen mit dem angrenzenden Wynn Las Vegas Casino verfügt der gesamte Wynn Resorts Komplex über insgesamt 4.750 Zimmer und ist damit das fünftgrößte Hotel der Welt. Das Encore in Wynn Macau, eine Erweiterung von Wynn Macau ähnlich der Erweiterung des Grundstücks in Las Vegas, wurde am 21. April 2010 eröffnet.
Anfang 2011 erklärte Wynn, dass er von der Regierung von Macau die Genehmigung eines Antrags von Wynn Resorts zum Bau eines neuen Hotels am Cotai-Strip in der Volksrepublik China erwarte. Nachdem im Mai 2012 eine Baugenehmigung für das 51 Hektar große Gelände erteilt worden war, erhielt die Leighton Holdings ein Jahr später den Planungs- und Bauauftrag im Wert von 2,6 Milliarden USD für den Bau des Wynn Palace auf dem Gelände. Zum Resort, das im August 2016 eröffnet wurde, gehören unter anderem eine Gondelbahn in der Form rauchspeiender Drachen, Sockelgärten und ein 30.000 Quadratmeter großer künstlicher See.
Im September 2014 erhielt Wynn eine Lizenz zum Bau des Wynn Boston Harbor Casinos nahe der Innenstadt von Boston, Massachusetts.
Am 6. Februar 2018 trat Wynn als CEO von Wynn Resorts zurück.

## Kunstsammlung
Steve Wynn ist Kunstsammler und besaß unter anderem das Gemälde Le Rêve von Pablo Picasso, das er 2001 für rund 60 Millionen US-Dollar von einem anonymen Sammler kaufte, der es am 11. November 1997 bei Christie’s aus der Sammlung Ganz für 48,4 Millionen US-Dollar ersteigert hatte. Als Wynn es 2006 für rund 139 Millionen US-Dollar verkaufen wollte, stieß er bei einem Empfang für Kunstreporter mit dem Ellenbogen dagegen und beschädigte das Bild. Der potentielle Käufer Steven A. Cohen sprang daraufhin ab. Später beteuerte Wynn, dass er das Ereignis als ein Zeichen verstehe, das Gemälde nicht zu verkaufen. Nach einer 90.000 US-Dollar teuren Reparatur war das Gemälde wiederhergestellt; der Wert wurde jetzt auf 85 Millionen US-Dollar geschätzt. Wynn wollte nun den Differenzbetrag von 54 Millionen US-Dollar zum seinerzeit vereinbarten Verkaufspreis von 139 Millionen US-Dollar von seinem Versicherer Lloyd’s of London eintreiben, was etwa seinem Kaufpreis entsprochen hätte. Als der Versicherer sich weigerte, erhob Wynn im Januar 2007 Klage. Der Streit wurde schließlich im März 2007 außergerichtlich beigelegt. Wynn verkaufte das Gemälde im März 2013 für 155 Millionen Dollar an Cohen.

## Gerichtsverfahren
Wynn musste sich mehreren Gerichtsverfahren wegen Vorwürfen des sexuellen Missbrauchs stellen, die das Wall Street Journal im Jahr 2018 veröffentlichte. Einer der Vorwürfe kam von einer Angestellten, der Wynn zuvor eine Abfindung in Höhe von 7,5 Millionen US-Dollar gezahlt hatte.
Die Aufsichtsbehörden von Nevada verhängten eine Geldstrafe in Höhe von 20 Millionen US-Dollar gegen Wynns Unternehmen, weil es nicht auf Vorwürfe wegen sexuellen Fehlverhaltens reagiert hatte. 2019 verhängte die Glücksspielkommission von Massachusetts eine Geldstrafe in Höhe von 35,5 Millionen US-Dollar gegen Wynn Resorts, weil die Glücksspielbehörde zu dem Schluss gekommen war, dass ehemalige Führungskräfte des Unternehmens Vorwürfe wegen sexuellen Übergriffen gegen Steve Wynn vertuscht hatten. In einem separaten Prozess im Jahr 2019 erklärte sich Wynn bereit, seinem ehemaligen Unternehmen Wynn Resorts 20 Millionen US-Dollar zu zahlen. Der Fall wurde von Aktionären des Unternehmens vorgebracht, die die Unternehmensführung beschuldigten, die Vorwürfe gegen Wynn nicht offengelegt zu haben.